# René Fauvert
 (avril 2010).
Améliorez-le ou discutez des points à vérifier. 
René Émile Fauvert (né le 12 décembre 1903 à Pont-Sainte-Maxence et mort le 10 août 1999 à Paris 7e) est un médecin français.

## Biographie
René Fauvert devient Docteur en médecine à Paris en 1935 puis médecin des hôpitaux en 1943 et professeur agrégé trois ans plus tard. En 1956, il est titulaire de la chaire de biologie médicale de Paris.
Dans les années 1950, conscient du rôle majeur des sciences fondamentales dans la compréhension des pathologies médicales, il constitue avec - entre autres - Jean Bernard, Jean Hamburger et Raoul Kourisky un club de réflexion (le club des 13) et participe à la création de l'Association Claude Bernard (ACB) permettant en particulier aux cliniciens d'avoir leurs laboratoires de recherche à proximité des services hospitaliers. En 1956, au Colloque de Caen, René Fauvert présente avec Robert Debré et Jean Dausset un plan de réformes de l'enseignement médical. Il aura donc fortement contribué aux changements importants qui affectèrent durant cette décennie le déroulement des études médicales mais également le fonctionnement des hôpitaux (CHU, plein temps hospitaliers...).
René Fauvert a créé (1946) et dirigé le laboratoire des Recherches Isotopiques de l'hôpital Beaujon à Clichy, la future Unité N°24 (physiopathologie hépatique) de l'INSERM. Ses recherches en hépatologie connurent une reconnaissance internationale qu'il partagea avec ses élèves, dont Jean-Pierre Benhamou.
Le prix René-Fauvert des Hôpitaux de Paris distingue et récompense actuellement « les boursiers du Fonds d’Etudes des 3 dernières années dont le travail a donné lieu à une publication dans une revue à comité de lecture de niveau international ».